# Karate klub Mladost Vitez
KK Mladost Vitez je bosanskohercegovački karate klub iz Viteza.
Klub je osnovan 12. veljače 2004. godine. Osnivač kluba je Aldin Adilović i mnogobrojni roditelji koji su željeli da se njihova djeca bave ovim športom. Klub je u veoma kratkom vremenu formirao i natjecateljsku ekipu čiji su članovi osvajači mnogobrojnih medalja kako u zemlji, tako i u inozemstvu.[nedostaje izvor]

## Vanjske poveznice
- Stranice KK Mladost Vitez  Arhivirana inačica izvorne stranice od 13. svibnja 2010. (Wayback Machine)